# Tiemiżbiekskij
Tiemiżbiekskij (ros. Темижбекский) – osiedle w Rosji, w Kraju Stawropolskim, w rejonie nowoaleksandrowskim. W 2010 liczyło 3866 mieszkańców.